# خوسيه دولوريس استرادا
خوسيه دولوريس استرادا (بالإسبانية: José Dolores Estrada Morales)‏ (و. القرن 19 – 1939 م) هو سياسي من نيكاراغوا .